# کونیگسبورن
کونیگسبورن (به آلمانی: Königsborn) یک منطقهٔ مسکونی در آلمان است که در بیدریتس واقع شده‌است. کونیگسبورن  ۶۰۲ نفر جمعیت دارد.